# José de Gálvez y Gallardo
José Bernardo de Gálvez y Gallardo, I marqués de Sonora (Macharaviaya, 7 de enero de 1720-Aranjuez, 17 de junio de 1787) fue un jurista y político español. Es el segundo hermano de la familia Gálvez y el que llegó a tener mayor influjo político, llegando a ser secretario del Despacho de Indias. Se le considera uno de los principales impulsores de las reformas borbónicas.

## Origen y carrera profesional
Nació en Macharaviaya el 7 de enero de 1720. Fue el segundo de los seis hijos varones que tuvieron sus padres, Antonio de Gálvez y García de Carvajal y Ana Gallardo y Cabrera. Su infancia pasó entre las labores del campo y la asistencia a la escuela del vecino pueblo de Benaque, hasta que el obispo de Málaga, Diego González del Toro y Villalobos, en visita pastoral en 1733, quedó impresionado por su capacidad y decidió llevárselo a Málaga y que estudiase en el seminario de la ciudad. El sucesor de González del Toro Villalobos —fallecido al año siguiente— en el obispado, Gaspar de Molina y Oviedo continuó protegiendo a José; éste, carente de vocación eclesiástica, pasó por Granada antes de abandonar los estudios de Teología y comenzar los de Derecho en la Universidad de Salamanca. Quizá se doctorase en la Universidad de Alcalá, aunque los estudiosos no se ponen de acuerdo en ello. La educación de José, muy sólida en leyes, permitió el posterior ascenso de la familia a destacados puestos de la Administración Pública. Fue el patriarca del clan Gálvez.
De allí pasó a ejercer en Madrid, donde se casó con María Magdalena de Grimaldo que murió un año después de contraer matrimonio, el 13 de junio de 1749. Volvió a contraer matrimonio poco después, el 2 de agosto de 1750, con Lucía Romet y Richelin, de ascendencia y nacionalidad francesa, cuyas relaciones le permitieron convertirse en abogado de la embajada de Francia en Madrid.
El 19 de enero de 1751, ya con buenos contactos en la corte, recibe el cargo de gobernador de Zamboanga, en las Filipinas, en realidad una sinecura, pues no se esperaba que tomase posesión y abandonase su lucrativo despacho de abogado en Madrid.
Cuando subió al trono Carlos III, su ministro Jerónimo Grimaldi lo hizo su secretario personal, en la Secretaría de Estado. Este puesto se lo debió en parte a la protección que obtuvo del nuevo embajador francés, el marqués de Ossun, que ya lo había sido en la corte napolitana de Carlos, antes de que este solicitase que pasase a representar a Francia en Madrid. En esta época, creció el prestigio de Gálvez como abogado. En 1762 se lo nombró abogado de Cámara del príncipe Carlos (futuro Carlos IV) y en 1764, alcalde de Casa y Corte; estos dos cargos fueron claves en su ascenso en la corte.

## Visitador de la Nueva España
Su ascenso político prosiguió y en 1765 fue nombrado visitador del Virreinato de Nueva España y miembro honorario del Consejo de Indias. Obtuvo el puesto por el fallecimiento del primer visitador escogido, que falleció antes de poder realizar la labor. Su misión consistía tanto en asegurar la estricta aplicación de las leyes en el virreinato como en recopilar suficiente información para mejorarlas si resultaba necesario. Sus poderes excedían a los concedidos a otros visitadores. Entre las instrucciones secretas que recibió, se encontraba la de investigar detenidamente la actividad del virrey, al que se había acusado de distintas malas prácticas.
En julio de 1765 arribó a Veracruz, donde comenzó a constatar la inexactitud de las noticias que la corte recibía sobre el estado de los asuntos en el virreinato. Las defensas se encontraban en estado calamitoso a pesar de los grandes gastos que se les habían dedicado y el estanco de tabaco aún no funcionaba, permitiéndose el libre comercio de esta mercancía. A finales de agosto, comenzó oficialmente la visita, al llegar a la Ciudad de México. Aunque mantuvo malas relaciones con el virrey, se apoyó en el teniente general venido para reorganizar el ejército de la región y, a mediados de 1766, aquel fue destituido. El nuevo virrey, Carlos Francisco de Croix, de origen francés, entabló excelentes relaciones con Gálvez, que devino su mano derecha.
A partir de la toma de posesión del nuevo virrey, Gálvez emprendió una labor frenética de inspección y reorganización de la industria y la hacienda del Virreinato, así como fomentar la creación de milicias provinciales. José de Gálvez a su llegada al puerto de Veracruz trajo consigo a un grupo de veteranos de guerra españoles que tenían como objetivó instruir a los hombres que formarían un ejército en la Nueva España. Reglamentó la feria de Jalapa, incorporó determinadas rentas a la administración real, implantó el monopolio de tabacos e hizo dos importantes propuestas: división del virreinato en 12 intendencias y creación de una Comandancia General en las provincias del norte.
En 1767 el rey Carlos III decretó la expulsión de los jesuitas de todos sus dominios. Aparte del virrey, solo su sobrino y Gálvez conocían los planes de comenzar la deportación, que principió el 24 de junio. Gran parte de la sociedad del virreinato se opuso a la medida y la situación era de gran tensión. En Nueva España la expulsión provocó protestas y tumultos en San Luis de la Paz, San Luis Potosí, Guanajuato y Michoacán, zonas mineras donde se escondió a los religiosos y se atacó a las autoridades. Gálvez dirigió una expedición militar para restablecer la autoridad, y realizó numerosas prisiones y juicios sumarios. Unas ochenta personas fueron ahorcadas, y cientos fueron condenadas a azotes, destierro, confiscación de bienes y trabajos forzados.
Aplastadas las revueltas, Gálvez retomó su plan para realizar una campaña contra los indios de la frontera norte del virreinato, que deseaba realizar tanto para realzar su perfil militar como para asegurar la zona y garantizar que allí también se aplicasen las reformas que impulsaba. El principal objetivo militar era el sometimiento de los seris, sibubapas, piatos y apaches y, en especial, acabar con el reducto seri en Cerro Prieto, desde el que estos talaban la región. Para no fatigar a los mil soldados que formaban la expedición, se decidió enviarlos por mar a la Baja California, desde San Blas a La Paz. De allí, las tropas avanzarían hacia Sonora y Sinaloa. La campaña empezó incluso antes de la llegada de Gálvez, durante los últimos meses de 1768, con varias operaciones en torno a Cerro Prieto, que acabaron en varios reveses. En marzo la corte ordenó el fin del hostigamiento a los seris. En mayo Gálvez llegó a Sonora y exigió la rendición de las tribus, so pena de aplastarlas por las armas si no se sometían. Cumplía así las órdenes reales de tratar de atraerlas pacíficamente, mediante la amnistía que prometía, al tiempo que preparaba la campaña militar, que se consideraba imprescindible. Esta comenzó en julio, y fue brutal y sin cuartel. Tuvo escasos resultados porque se hallaban refugiados en las montañas. Cayó entonces enfermo, quizá con ataques de demencia, que hicieron que a finales de año el virrey ordenase su regreso a la Ciudad de México. Fue llevado de vuelta a México en mayo de 1770, sin que tuviera posteriores recaídas. Los colaboradores que habían comunicado sus desvaríos y enfermedad al virrey fueron castigados y acusados de un delito equivalente al de traición.
Gálvez estableció una base naval en San Blas (Nayarit) en 1769, donde después fundó una Escuela Náutica, así como un centro astronómico, cuya dirección encargó a Joaquín Velázquez y Cárdenas de León. Desde San Blas, el visitador organizó una expedición a la Alta California, con la intención de asentar población, consolidar la frontera y prevenir la expansión rusa desde sus colonias en Alaska. Fue encabezada por el capitán Gaspar de Portolá (1769); como resultado, fueron fundados los presidios de San Diego y Monterrey. La expedición incluía un grupo de misioneros franciscanos, dirigidos por fray Junípero Serra, quien fundó varias misiones entre 1769 y 1782, y asentó población en esos territorios para disuadir a los rusos de establecerse en ella a partir de sus asentamientos en Alaska.

## Ministro de Indias

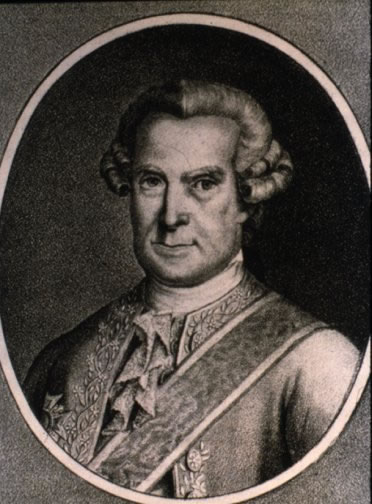
Grabado de Gálvez

A su vuelta a España, Gálvez prosiguió su actividades políticas. Satisfecho el rey con su desempeño en América, le permitió ingresar en la Real y Distinguida Orden Española de Carlos III. En 1772 recibió el título de marqués de Sonora y vizconde de Sinaloa. En 1774 fue designado como miembro de la Junta General de Comercio Moneda y Minas. Fue también gobernador del Consejo de Indias.
Los años siguientes participó en una serie de reformas, tanto en Madrid como en Málaga: la fundación de Sociedades económicas de amigos del país en las dos ciudades; la implantación reformas sociales y urbanas en Málaga, de la que era regidor vitalicio; y la fundación del Real Colegio de San Telmo, dedicado a formar marineros.
Fallecida su segunda mujer, volvió a contraer matrimonio por tercera vez, el 1 de noviembre de 1775, con Concepción Valenzuela de Fuentes, también importante en su carrera política.

### Reorganización territorial americana
En 1776 fue nombrado secretario de Estado del Despacho Universal de Indias (ministro de Indias). Lo fue poco antes de que el conde de Floridablanca ascendiese al poder, y se unió a su Gobierno, con el que compartía objetivos. Estos eran principalmente reforzar las fuerzas armadas, tanto terrestres como marítimas, aumentar los ingresos de la Hacienda real y llevar a cabo una política exterior enérgica.
La política española fue la de impedir que los criollos o españoles americanos ocuparan puestos importantes en el gobierno virreinal. Solamente un tercio de los puestos de las audiencias y de los cabildos catedralicios del Nuevo Mundo se destinaron a los americanos. Envió una serie de visitadores —inspectores de la Administración— a los distintos territorios americanos que, si bien lograron aumentar los ingresos de la Hacienda real y mejorar algunos aspectos de la Administración, a menudo se granjearon la hostilidad de los inspeccionados.
Inmediatamente acometió la reordenación territorial de la América hispana. En el virreinato de la Nueva España estableció una nueva Comandancia General, que comprendía las Californias, Nueva Vizcaya, Nuevo México y Sonora, añadiéndose posteriormente Coahuila y Texas.
Ese mismo año creó el cuarto virreinato, el Virreinato del Río de la Plata, (más o menos las actuales Argentina, Bolivia, Paraguay y Uruguay) con los territorios meridionales del Virreinato del Perú, excesivamente grande. El objetivo principal era aumentar el poblamiento de la región y combatir la penetración británica de la zona. La idea de crear un virreinato en esta zona para fortalecer la frontera con el Brasil no era nueva pero no se había puesto en práctica por considerar que la circunscripción no saldría adelante sin el apoyo económico del virreinato peruano. Por ese motivo se decidió incorporar también la rica región minera del Alto Perú (actual Bolivia).
Además en 1777 creó la Capitanía General de Venezuela con el fin de fomentar la población y economía de la zona; para dicho objetivo nombró a su paisano malagueño Luis de Unzaga y Amézaga por sus dotes diplomáticas, Unzaga, conocido como "el conciliador" al siguiente dejará a su sobrino, Bernardo de Gálvez como gobernador interino de la Luisiana española, sustituyendo a Unzaga, ese mismo año se convertirá en cuñados, al casarse Bernardo con la hermana pequeña de la esposa de Unzaga; de esta manera el ministro José de Gálvez nombró en 1777 a Luis de Unzaga como primer Capitán general de Venezuela al reunir diversos territorios y crear allí un plan de defensa que también ayudara a lograr el nacimiento de los Estados Unidos permitiendo el libre comercio con los puertos de Venezuela. Unzaga permanecería en el cargo hasta 1782.

### Reforma intendencial
Durante su visita a la Nueva España propuso la división en intendencias del virreinato —sistema que ya estaba vigente en la península ibérica—, proyecto al que se opuso el virrey Antonio María de Bucareli y Ursúa. La aplicación de la reforma intendencial fue progresiva, comenzada en 1765, José de Gálvez fue su principal promotor desde su ascenso en 1776 a la Secretaría de Indias. Nombró una comisión encargada de preparar la Ordenanza General de Intendentes que estuvo lista en 1782.
Las visitas de José de Gálvez al virreinato de Nueva España y las de José Antonio de Areche y Jorge de Escobedo al virreinato del Perú deben ser entendidas como los prolegómenos imprescindibles, la preparación intensa e inmediata, del trascendental cambio que se introduce en el sistema administrativo de la Real Hacienda americana con la reforma intendencial. En la primera de ellas porque, además de instrumentar las reformas económicas que animan la política de Carlos III, Gálvez se empapó de la realidad del Nuevo Mundo al menos desde la perspectiva novohispana, y alumbró su plan de introducción del régimen de intendencias en los territorios ultramarinos, que llevaría a la práctica, pocos años después, desde el Ministerio de Indias, con singular celo, inteligencia y constancia.
Cuando el 17 de junio de 1787 murió, dejó instaladas sobre el Continente cuarenta y seis intendencias.

### Reformas comerciales y económicas

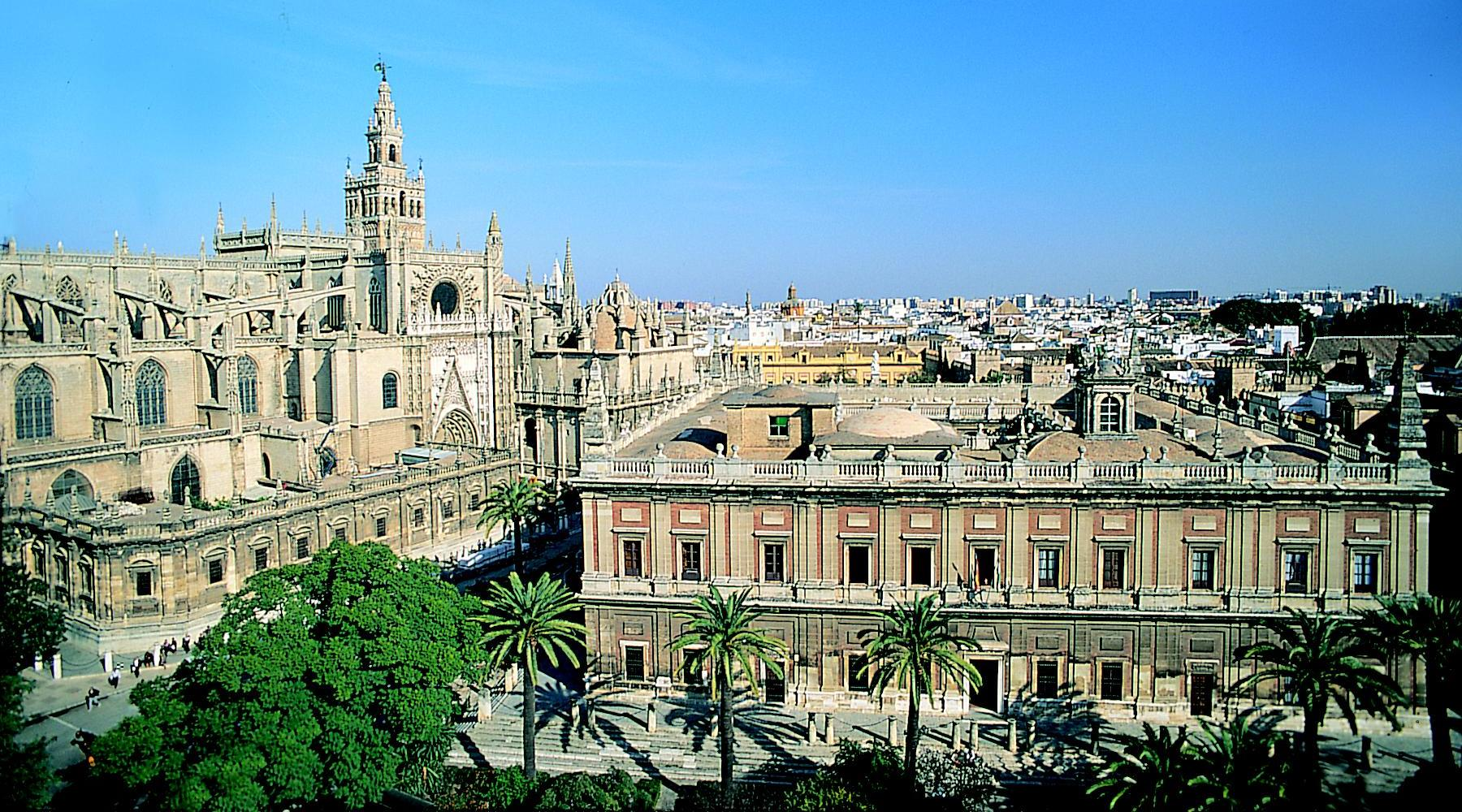
Archivo de Indias en Sevilla, creado por Gálvez, en el reinado de Carlos III.

Proclamó la libertad de comercio entre doce puertos peninsulares y veinticuatro americanos, que quedaban fuera de la supervisión de la Casa de contratación, lo que acabó con el monopolio comercial americano que esta había ostentado durante doscientos setenta y cinco años. En 1785, fundó la  Real Compañía de Filipinas, con la que pretendía fomentar el comercio asiático, y convirtió a Manila en puerto franco. Fomentó además la creación de Sociedades Económicas de Amigos del País, que surgieron en Manila, Mompox, Lima y Santiago de Cuba.
Favoreció además la explotación de las minas americanas, implantando una serie de leyes que condujeron a un enorme aumento de la producción de plata —las minas mexicanas pasaron de producir 7320 toneladas en el periodo 1761-1780 a 11 140 en el de 1781-1800— 
En 1785, el monarca le concedió el título de marqués de Sonora.

### Expediciones científicas
Durante su mandato se realizaron también varias expediciones científicas, tres en América y una en Filipinas. Estas tenían una mezcla de objetivos políticos —conocimiento y mayor control del territorio—, económicos —conocimiento de sus riquezas para explotarlas— y de prestigio internacional —fomento de las ciencias—.
La primera tuvo por destino el virreinato del Perú y duró de 1778 a 1787; la segunda, a Nueva Granada, duró de 1783 a 1808; la tercera, a Nueva España, comenzó en 1786 y cubrió el sur de México, Guatemala, Cuba y Puerto Rico; la cuarta, a Filipinas, duró de 1786 a 1801.
Fundó el Archivo General de Indias en 1778, uniendo los documentos dispersos en el Archivo de Simancas, en Sevilla y en Cádiz, cuyas ordenanzas por fin se publicaron en 1790, tres años después de su muerte. Su objetivo a corto plazo, político —obtener información para la canonización de un obispo que había tratado de limitar la influencia de las órdenes religiosas en un momento en que se pretendía hacer lo propio con los jesuitas y contrarrestar la propaganda antiespañola—, llevó a la creación del archivo.

## Relaciones familiares y políticas
En 1775 contrajo terceras nupcias con María de la Concepción Valenzuela de Fuentes, hija del cuarto conde de Puebla de los Valles, con la que tuvo una hija, María Josefa de Gálvez y Valenzuela (1776-1817), que casaría con Prudencio de Guadalfajara y Aguilera (1761-1855) y madre de María Josefa Guadalfajara Gálvez (nacida el 22 de abril de 1796).
Desde su puesto como ministro de Indias practicó el favoritismo hacia sus paisanos malagueños y un constante nepotismo, encumbrando a sus hermanos Matías (virrey de la Nueva España entre 1783 y 1784), Miguel (jurista y diplomático) y Antonio (militar y político), así como a su sobrino, Bernardo de Gálvez y Madrid (virrey de Nueva España entre 1785 y 1786), aunque también es cierto que todos ellos demostraron ser dignos de las prebendas obtenidas.

## Carácter y labor de gobierno de Gálvez

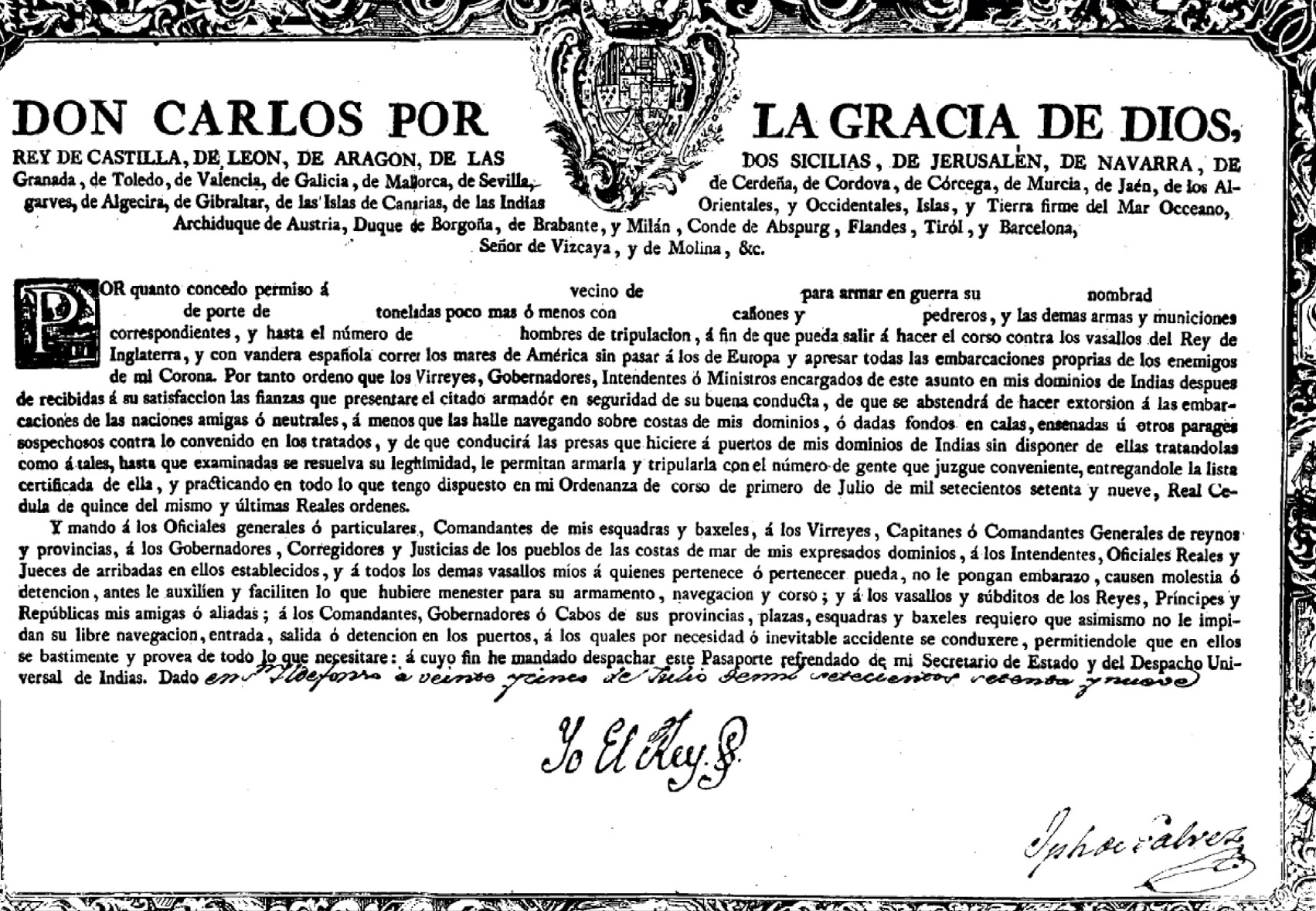
Patente de corso, firmada por Carlos III y José de Gálvez y Gallardo, en 1779 en San Ildefonso.

Laborioso, inteligente y audaz, partidario decidido de las reformas, era también orgulloso y despótico en ocasiones. Fue el secretario de asuntos americanos que más poder y prestigio tuvo en la historia del imperio. Enérgico e imperialista, visto por algunos como colérico e intolerante, no era un intelectual, sino un fanático de las reformas. Despreciativo con los criollos, usó del nepotismo para asignar cargos, tanto a miembros de su familia como a personas de su confianza. Sus clientes se extendían por toda la Administración y el Ejército.
Su labor al frente de los asuntos americanos se centró en la aplicación de una serie de reformas que se habían perfilado anteriormente, pero nunca puestas en práctica. Administrador brusco en sus formas, fue el representante para América de las reformas que emprendió el conde de Floridablanca, que trataba de evitar mediante estas la revolución. Este elogió vivamente las acciones de Gálvez, llegando a afirmar: «crea V. E. que nuestras Indias están mejor ahora que nunca».
En calidad de representante del Rey de España, José de Gálvez, firmo La Cédula de población de 1783  abriendo la isla de Trinidad a la inmigración desde, principalmente, las islas Caribe francés. Negociado por Phillipe Rose Roume de Saint-Laurant, el edicto consta de 28 artículos que rigen varias formas de concesión de tierras para fomentar el crecimiento de la población, la naturalización de los habitantes, los impuestos, el armamento de los propietarios de esclavos, el deber y la función de una milicia para proteger la isla, y los problemas comerciales y mercantiles.

## Otras actividades políticas y fallecimiento
En 1785, desempeñó un papel importante en las negociaciones con la Corona portuguesa, que concluyeron con un doble matrimonio entre las dos casas reales: un hijo de Carlos III casó con una infanta portuguesa y una española —hija del príncipe de Asturias— casó con el que terminó siendo rey de Portugal, Juan VI. Como recompensa, recibió el 9 de octubre de 1785 el título de marqués de Sonora.
Muy trabajador, quedó, sin embargo, finalmente desbordado por la tarea ingente del gobierno de los territorios americanos, y en los últimos meses de vida preparó un plan de reorganización de la secretaría. El plan preveía la división de la Secretaría de Indias en varias unidades, pero Gálvez no llegó a ver su implantación.
Falleció el 17 de junio de 1787 en Aranjuez.